# Telmatobius fronteriensis
Telmatobius fronteriensis és una espècie de granota que viu a Xile i, possiblement també, a Bolívia.